# Collège Broadview
Le collège Broadview (en anglais : Broadview College) est une université privée américaine dont le siège est situé à West Jordan dans l'Utah.

## Historique
Fondé en 1977 sous le nom de Bryman School, l'établissement prend son nom actuel en 2010.

## Campus
L'université dispose de cinq campus dans plusieurs villes : 
- Layton, Orem, Salt Lake City et West Jordan dans l'État de l'Utah
- Boise dans l'État de l'Idaho

## Source
- (en) Cet article est partiellement ou en totalité issu de l’article de Wikipédia en anglais intitulé « Broadview College » (voir la liste des auteurs).